# 님버
님버(nimber) 또는 그런디 수(Grundy number)는 수학의 조합론적 게임 이론에 도입되어 님 (게임)(Nim) 게임에서 힙(heap)의 값으로 정의된다. 님버는 서수 덧셈 및 님버 곱셈과 구별되는 님버 덧셈 및 님버 곱셈이 부여된 서수이다.
모든 공정한 게임은 특정 크기의 님 힙과 동일하다는 스프라그-그런디 정리로 인해 훨씬 더 큰 클래스의 공정한 게임에서 님버가 발생한다. 도미니어링(Domineering)과 같은 당파(partisan) 게임에서도 발생할 수 있다.
님버 덧셈과 곱셈 연산은 결합적이고 교환적이다. 각 님버는 자신만의 덧셈 역원이다. 특히 일부 서수 쌍의 경우 님버 합계가 두 가수보다 작다. 님버 집합에는 최소 제외 작업이 적용된다.

## 같이 보기
- 초현실수